# Cerdistus graminicola
Cerdistus graminicola là một loài ruồi trong họ Asilidae. Cerdistus graminicola được Lehr miêu tả năm 1967.